# بلخ (تاجیکستان)
بلخ که تا قبل از ۲۰۱۷ کالخازآباد (به لاتین: Kolkhozobod) نامیده می‌شد، یک منطقهٔ مسکونی در تاجیکستان است که در مولوی واقع شده‌است. از سال ۲۰۱۷ نام این شهر به بلخ تغییر کرد که ممکن است با شهر باستانی بلخ افغانستان اشتباه شود.

## خصوصیات
کالخازآباد  ۱۴٬۹۰۰ نفر جمعیت دارد و ۱٬۲۸۰ متر بالاتر از سطح دریا واقع شده‌است.